# Italienische Äskulapnatter
Die Italienische Äskulapnatter (Zamenis lineatus), auch als Süditalienische Äskulapnatter bezeichnet, ist eine ungiftige Schlangenart aus der Familie der Nattern (Colubridae). Eine sehr ähnliche Art ist die Äskulapnatter (Zamenis longissimus).

## Etymologie
Die deutsche Bezeichnung „(Süd-)Italienische Äskulapnatter“ weist auf die Verbreitung in (Süd-)Italien hin. Das Artepitheton „lineatus“ leitet sich vom Lateinischen „linea“ für „Strich“ oder „Linie“ ab und bezieht sich auf die längsgestreifte Zeichnung des Tieres.

## Beschreibung
Die Italienische Äskulapnatter ist eine große, kräftige Natter mit schlankem Körperbau, erreicht jedoch nicht die Höchstmaße der Äskulapnatter. Ausgewachsen misst Zamenis lineatus  zumeist 130 bis 150, selten bis 170 cm. Die Körperoberseite ist hellbraun, gelblich oliv oder olivbraun gefärbt. Die Bauchseite ist auffällig gefleckt, besonders im hinteren Bereich. Häufig ist eine auffällige Zeichnung aus zumeist vier dunklen Längsstreifen zu erkennen. Dabei sind die Streifen schmaler als die Abstände zwischen diesen. Die Pupillen sind rund und von einer orange bis rot gefärbten Iris umgeben.
Zamenis lineatus unterscheidet sich von Zamenis longissimus unter anderem durch die allgemein hellere Erscheinung, die rote Iris und die Längsstreifung (ist Z. longissimus längsgestreift, hat sie zumeist 2 Streifen, welche breiter sind als die Abstände zwischen diesen).

## Systematik
Camerano beschrieb die Art erstmals 1891 als Unterart unter der Bezeichnung Callopeltis longissimus var. lineata. Auch anschließend wurde sie lange als Unterart der Äskulapnatter betrachtet und trug die Bezeichnung Elaphe longissima romana. Lenk & Wüster haben 1999 der Italienischen Äskulapnatter einen eigenen Artstatus zuerkannt. Seitdem war sie als Elaphe lineata bekannt, bevor sie 2002 durch Utiger et al. in die Gattung Zamenis überführt wurde. Es sind von Zamenis lineatus keine Unterarten bekannt, die Art ist folglich monotypisch.

## Verbreitung

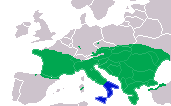
Europäische Verbreitung der Italienischen Äskulapnatter (blau) und der Äskulapnatter (grün)

Das Verbreitungsgebiet erstreckt sich innerhalb Italiens ab der mittelitalienischen Region Latium bis in den Süden Italiens sowie über die Insel Sizilien. Es werden Gebiete in Höhen zwischen 0 und 1955 m, meistens aber zwischen 300 und 900 m über dem Meeresspiegel besiedelt, in Mittelitalien vor allem in Ebenen. Die bewohnten Biotope, etwa Waldlichtungen, Randgebiete lichter Wälder, Ruinen, Steinmauern und durchaus auch Gärten, zeichnen sich durch in der Regel trockenes Klima und mediterrane Hartlaubvegetation aus, teilweise sind auch Gewässer nicht fern. Felsbrocken und Gebüsche dienen oft als Verstecke. Für eine Beurteilung des Gefährdungsgrads der Art liegen nicht genügend Informationen vor.

## Lebensweise
Das Verhalten von Zamenis lineatus ist noch relativ wenig untersucht. Sie führt eine scheue Lebensweise und scheint stärker an den Boden gebunden zu sein als Zamenis longissimus. Die Paarungszeit erstreckt sich über die Monate April und Mai. Bei der Paarung fixiert das Männchen das Weibchen durch einen Nackenbiss. Die Spezies pflanzt sich durch Oviparie fort, ist also eierlegend. Zum Beutespektrum von Zamenis lineatus zählen kleinere Säugetiere und Vögel sowie zu einem geringeren Anteil auch Eidechsen.